# 弗雷斯诺德拉里韦拉
弗雷斯诺德拉里韦拉（西班牙語：Fresno de la Ribera），是西班牙卡斯蒂利亚-莱昂萨莫拉省的一个市镇。总面积13平方公里，总人口421人（2001年），人口密度32人/平方公里。